# Тюмюкский наслег
Тюмюкский наслег — сельское поселение в Нюрбинском районе Якутии Российской Федерации.
Административный центр — село Мар.

## История
Статус и границы сельского поселения установлены Законом Республики Саха (Якутия) от 30 ноября 2004 года N 173-З N 353-III «Об установлении границ и о наделении статусом городского и сельского поселений муниципальных образований Республики Саха (Якутия)».

## Население
| 2002 | 2010  | 2011  | 2012  | 2013  | 2014 | 2015 |
| ---- | ----- | ----- | ----- | ----- | ---- | ---- |
| 1110 | ↘1034 | ↗1036 | ↘1024 | ↘1003 | ↘994 | ↘969 |
| 2016 | 2017  | 2018  | 2019  | 2020  | 2021 |      |
| ↘955 | ↘944  | ↘938  | ↘934  | ↘932  | ↗933 |      |

## Состав сельского поселения
| № | Населённый пункт | Тип населённого пункта       | Население |
| - | ---------------- | ---------------------------- | --------- |
| 1 | Мар              | село, административный центр | ↗933      |